# Mike Weaver
Michael Dwayne Weaver, conosciuto semplicemente come Mike Weaver (Gatesville, 13 giugno 1951), è un ex pugile statunitense, Campione del mondo WBA dei pesi massimi tra il 1980 e il 1982.

## Carriera
Professionista dal 1972. Tentò una prima volta di conquistare il titolo mondiale dei massimi WBC il 22 giugno 1979 ma fu sconfitto dall’imbattuto Larry Holmes per KO al 12º round. Il match è stato inserito (1996) al 99º posto nella classifica di Ring Magazine dei 100 più grandi combattimenti di tutti i tempi.
Weaver conquistò il titolo mondiale WBA il 31 marzo 1980 battendo l'ex olimpionico John Tate, ancora imbattuto, per KO al 15º round. Anche questo match è stato inserito, al 97º posto, nella classifica di Ring Magazine dei 100 più grandi combattimenti di tutti i tempi.
Difese vittoriosamente la cintura mondiale a Sun City il 25 ottobre 1980 battendo il sudafricano Gerrie Coetzee per KO al tredicesimo round. Si ripeté un anno più tardi battendo ai punti con verdetto unanime James Tillis.
Il 13 novembre 1982, quattro settimane dopo il fatale match tra Ray Mancini e Kim Duk Koo, nello stesso Caesar's Palace, Weaver mise in palio il titolo con Michael Dokes. Il match fu fermato per dopo soli 63 secondi con l’assegnazione della vittoria per KOT in favore del suo avversario. L'arbitro ammise di aver interrotto così presto perché la Commissione atletica dello Stato del Nevada aveva ingiunto agli arbitri di assicurarsi prioritariamente delle condizioni di salute dei pugili, alla luce di quanto era accaduto nell'incontro Mancini-Kim.
Fu perciò decisa la rivincita del match, che fu combattuta il 20 maggio 1983 a Las Vegas. L’incontro terminò con un ininfluente pari che consentì a Dokes di mantenere il titolo mondiale. Uno dei tre giudici aveva però visto Dokes vincitore con netto margine. Nel giugno 1985, Weaver tentò di conquistare il titolo WBC ma fu sconfitto da Pinklon Thomas per KO all'ottava ripresa. 
Nel 1998 la rivista The Ring ha inserito Mike Weaver al 43º posto in una propria classifica dei migliori pesi massimi della storia del pugilato.
Nel 2000, a 49 anni Weaver combatté l’ultimo incontro contro il cinquantunenne Larry Holmes da cui fu battuto nuovamente per KOT al sesto round.